# جائزة بوشكاش 2012
جائزة بوشكاش لأفضل هدف 2012 (بالإنجليزية: FIFA Puskás Award 2012)‏ هي جائزة سنوية تمنح من قبل الفيفا لصاحب أفضل سجل خلال العام الكروي الفائت. تعدّ هذه النسخة هي النسخة الرابعة من الجائزة التي بدت في عام 2009. أعلن الفيفا قائمة الأهداف المرشحة للفوز في 14 نوفمبر 2012، و تم الإعلان عن الفائز في 7 يناير 2014، حيث حصل اللاعب السلوفيني ميروسلاف ستوتش على الجاذزة بعدما تحصل على على 78% من الأصوات.

## النهائي
| الترتيب | اسم اللاعب     | الجنسية  | النادي/المنتخب الوطني | النسبة |
| ------- | -------------- | -------- | --------------------- | ------ |
| 1       | ميروسلاف ستوتش | سلوفينيا | نادي فنربخشة          | 78%    |
| 2       | نيمار          | البرازيل | نادي سانتوس           | 15%    |
| 3       | راداميل فالكاو | كولومبيا | أتليتكو مدريد         | 7%     |

### قائمة المرشحين
| اسم اللاعب      | الجنسية   | النادي/المنتخب الوطني      | الخصم (الفريق الذي سجل فيه الهدف) |
| --------------- | --------- | -------------------------- | --------------------------------- |
| أغيمنغ بادو     | غانا      | منتخب غانا لكرة القدم      | منتخب غينيا لكرة القدم            |
| حاتم بن عرفة    | فرنسا     | نيوكاسل يونايتد            | بلاكبيرن روفرز                    |
| راداميل فالكاو  | كولومبيا  | أتلتيكو مدريد              | أمريكا كالي                       |
| إيريك هسلي      | فرنسا     | وايتكابس دو فانكوفر        | تورنوتو أف سي                     |
| أوليفيا خيمينيز | المكسيك   | منتخب المكسيك لكرة القدم   | منتخب سويسرا لكرة القدم           |
| غاستون ميالا    | بوليفيا   | ناسيونال بوتوسي            | ذي سترونغيست                      |
| ليونيل ميسي     | الأرجنتين | منتخب الأرجنتين لكرة القدم | منتخب البرازيل لكرة القدم         |
| نيمار           | البرازيل  | نادي سانتوس                | نادي إنترناسيونال                 |
| موسى سو         | السنغال   | نادي فنربخشة               | نادي غلطة سراي                    |
| ميروسلاف ستوتش  | سلوفينيا  | نادي فنربخشة               | غنتشليربيرليغي                    |